# 新宿駅西南口地区開発事業

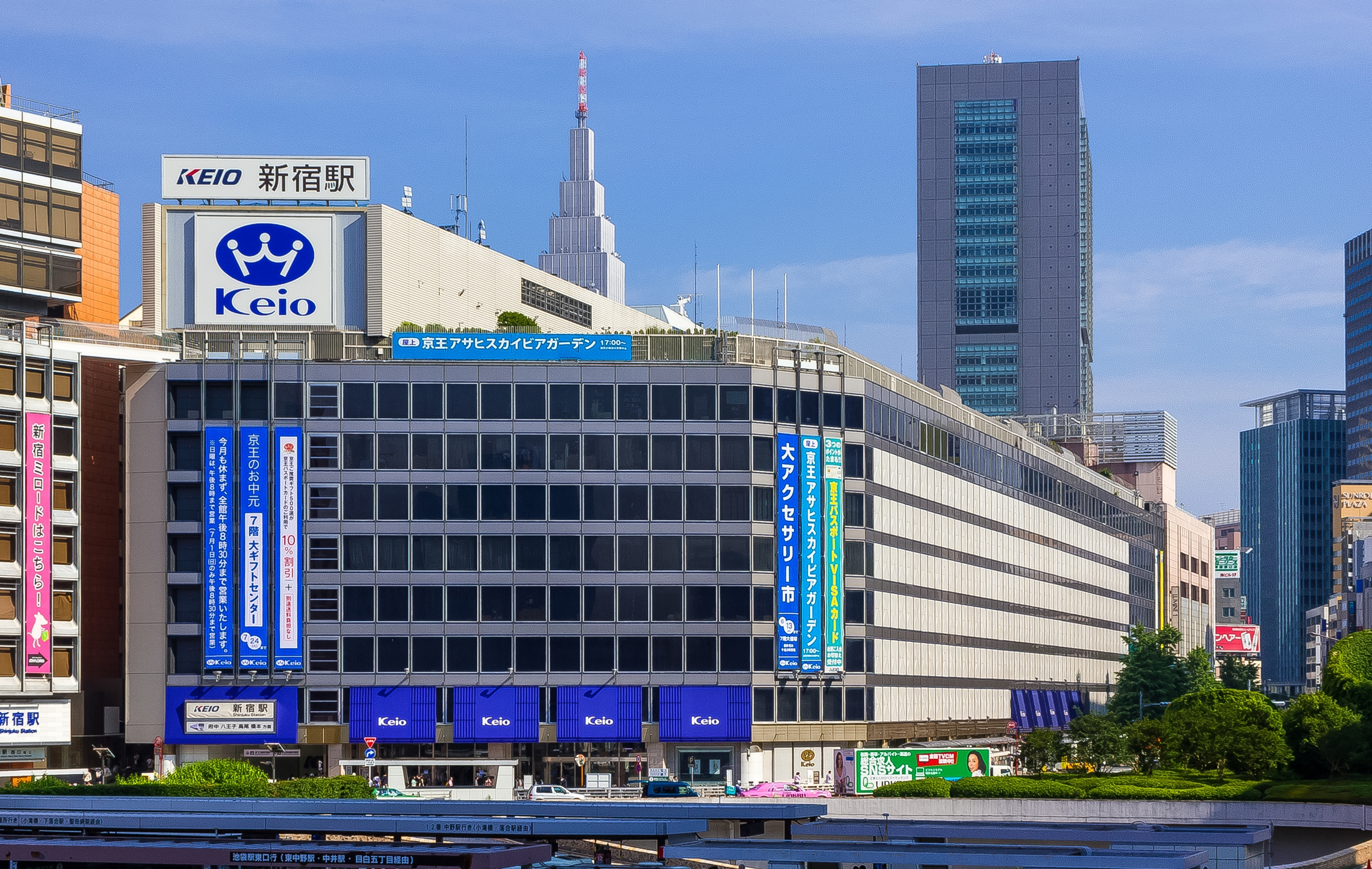
北街区の建設地に建つ京王百貨店新宿店（2012年）

新宿駅西南口地区開発事業（しんじゅくえきにしみなみぐちちくかいはつじぎょう）は、東京都新宿区西新宿一丁目と渋谷区代々木二丁目にある大規模な都市再開発計画。事業主体は京王電鉄とJR東日本。

## 概要
再開発街区は南街区と北街区に分かれており、南街区ではJR新宿ビルなど8棟の建物を解体し、その跡地に地上37階・地下6階建て、高さ約225mの超高層ビルが建設される。北街区では南街区の竣工後に、京王百貨店新宿店とルミネ新宿のルミネ1を解体し、その跡地に地上19階・地下3階建て、高さ約110mのビルが建設される。また、両街区をつなぐ国道デッキも整備される。また、事業と並行して、京王線新宿駅の改良工事も行われる。改良工事では、地下2階のホームを北側へ移動し、ホーム北側端部に改札を新設することで、地下2階のホーム階から東京メトロ丸ノ内線へ乗り換え可能な動線を整備することとなっている。

### 南街区
南街区で建設される超高層ビルは敷地面積は約6,300㎡、延床面積は150,000㎡で、低層部に商業施設、中層部にオフィス、高層部にラグジュアリーホテルが入る他、中層部と高層部に新宿テラスを整備する計画となっている。また、34階には開放的な広場が整備される予定である。2023年に着工し、2028年度に竣工予定。

### 北街区
北街区で建設されるビルには、低層部に商業施設、高層部にスカイコリドーとライフスタイルホテル、観光案内・情報発信施設が入る計画となっており、新宿駅西口再開発事業で建設されるビルと接続される予定となっている。南街区竣工後に着工し、竣工は2040年代を予定している。